# Toro di Poniatowski
Il Toro di Poniatowski (Taurus Poniatovii in latino) era una costellazione creata nel 1777 dall'abate Martin Poczobutt di Vilnius per onorare l'ultimo re di Polonia, Stanislao II Augusto Poniatowski.
La costellazione fu creata a partire da stelle dell'Ofiuco e dell'Aquila. In particolar modo, le cinque stelle prese dall'Ofiuco, situate sul muso dell'animale, avevano una forma a V molto simile a quella delle Iadi della costellazione del Toro. Prima della creazione del Toro di Poniatowski, alcune di queste stelle facevano parte di un'altra costellazione obsoleta, il Tigri. Nessuna di queste due costellazioni, comunque, durò a lungo e alla fine le stelle vennero reincorporate nelle precedenti costellazioni dell'Ofiuco e dell'Aquila.

## Oggetti celesti
Le cinque stelle più brillanti a forma di V appartengono ad un ammasso aperto chiamato Mel 186 (Cr 359). All'interno dei confini di questa costellazione scomparsa si trova inoltre la famosa stella di Barnard.